# 利勒德诺埃
利勒德诺埃（法語：L'Isle-de-Noé，法語發音：[lil də nɔe]）是法国热尔省的一个市镇，属于米朗德区。

## 地理
利勒德诺埃（43°35'11"N, 0°24'46"E）面积25.66 平方千米，位于法国奧克西塔尼大區热尔省，该省份为法国西南部内陆省份，北起顺时针与洛特-加龙省、塔恩-加龙省、上加龙省、上比利牛斯省、大西洋比利牛斯省和朗德省接壤。
与利勒德诺埃接壤的市镇（或旧市镇、城区）包括：巴朗、埃斯蒂普伊、拉马泽尔、米拉讷、蒙泰斯基乌、穆谢斯、圣让勒孔塔勒。

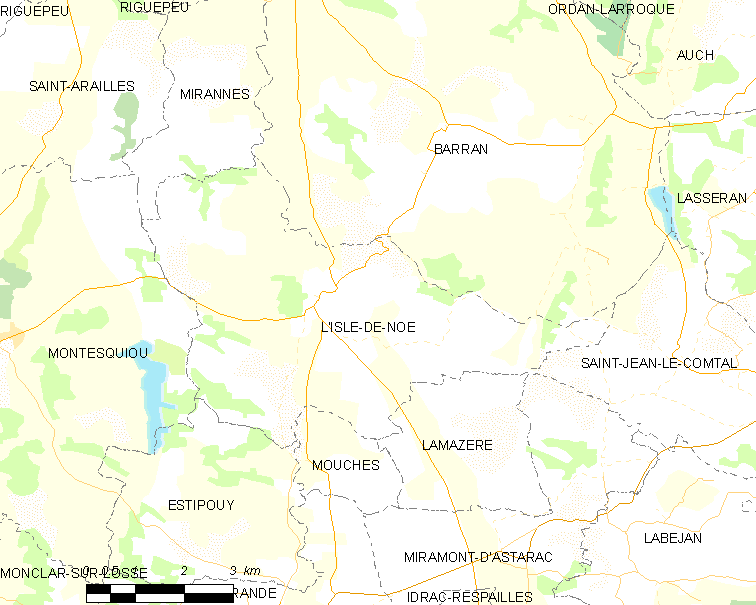
利勒德诺埃的OSM定位图

利勒德诺埃的时区为UTC+01:00、UTC+02:00（夏令时）。

## 行政
利勒德诺埃的邮政编码为32300，INSEE市镇编码为32159。

## 政治
利勒德诺埃所属的省级选区为帕尔迪亚克-下河县。

## 人口

1962-2008年间利勒德诺埃人口变化图示

利勒德诺埃于2022年1月1日时的人口数量为543人。